# Daniczów
Daniczów – wieś na Ukrainie w rejonie korzeckim obwodu rówieńskiego.